# Flowers in the Attic – Blumen der Nacht
Flowers in the Attic – Blumen der Nacht (Originaltitel: Flowers in the Attic) ist ein US-amerikanischer Fernsehfilm des Senders Lifetime aus dem Jahr 2014. Die Filmhandlung basiert auf dem gleichnamigen Roman von V. C. Andrews aus dem Jahr 1979. Das Filmdrama ist nach dem Thriller Blumen der Nacht aus dem Jahr 1987 die zweite Filmadaption des Romans und orientiert sich wesentlich enger an der Romanvorlage als die Erstverfilmung. In den Hauptrollen sind Ellen Burstyn und Heather Graham zu sehen.

## Handlung
Die Vereinigten Staaten in den 1950er Jahren: Corinne heiratete einst ihren nur unwesentlich älteren Onkel Christopher, weshalb sie von ihrem wohlhabenden Vater verstoßen und enterbt wurde. Aus der Ehe mit Christopher gingen vier Kinder hervor. Als Christopher bei einem Unfall stirbt ist Corinne gezwungen, in das weitläufige Anwesen ihrer Eltern zurückzukehren. Corinne möchte mit diesem Umzug die Gunst und das Vertrauen ihres schwerkranken Vaters zurückgewinnen, damit dieser sie wieder als Alleinerbin einsetzt. Hierfür darf er jedoch nichts von der Existenz der vier Kinder wissen, so dass diese auf dem Dachboden des Hauses einquartiert werden und diesen nicht verlassen dürfen. Die Großmutter der Kinder versorgt sie mit dem nötigsten, zeigt ihnen aber auch ihre völlige Abneigung und schreckt auch vor Schlägen mit einer Gerte nicht zurück.
Die Kinder richten sich mit selbst gebastelten Kunstblumen den Dachboden als Garten her, während die anfangs regelmäßigen Besuche der Mutter immer seltener werden. Zunächst ihre Mutter liebend und ihr vertrauend, mehren sich bei den Kindern Zweifel an Corinnes Motiven, als aus Tagen der Gefangenschaft auf dem Dachboden Wochen, Monate und sogar Jahre werden. Die beiden älteren Kinder Cathy und Chris kümmern sich um die zu Beginn fünfjährigen Cory und Carrie. Als sie älter werden, entdecken die Teenager sexuelle Gefühle füreinander.
Als die Mutter Chris und Cathy bei einem Fest einmal hinaus lässt, um heimlich zuzusehen, entdecken sie, dass ihre Mutter eine Affäre mit dem Anwalt der Familie, Bart Winslow, hat. Die Besuche der Mutter werden immer seltener. Schließlich erkrankt der kleine Cory schwer, er muss sich stundenlang übergeben. Auf Drängen von Cathy und dem Beipflichten der Großmutter bringt Corinne ihn ins Krankenhaus. Anderntags teilt die Mutter den anderen Kindern mit, dass ihr Bruder an einer Lungenentzündung verstorben und bereits begraben ist.
Chris gelingt es, einen Schlüssel nachzumachen. Cathy und er planen mit einem Seil aus dem Fenster zu fliehen, obwohl es inzwischen zusätzlich einen Elektrozaun gibt. Chris findet heraus, dass die Mutter nicht mehr im Haus wohnt und der Großvater bereits vor sieben Monaten verstorben ist. Als die Maus der Kinder beim Anknabbern eines Muffins stirbt, erkennen sie, dass ihr kleiner Bruder vergiftet wurde und für sie das gleiche Schicksal vorgesehen ist. Mit ein wenig im Haus zusammengesuchtem Geld wagen sie zu dritt die Flucht. In der letzten Szene des Films sitzen sie in einem Zug in Richtung Florida. Es bleibt offen, ob die Mutter oder die Großmutter für das Gift verantwortlich ist – die Großmutter hat die Muffins gebracht und wusste von dem Gift, behauptet aber, es wäre die Mutter gewesen.

## Veröffentlichung
Der Film erlebte seine Erstausstrahlung in den USA am 18. Januar 2014 auf Lifetime. Die Premiere erreichte 6,06 Millionen Zuschauer und damit ein Rating von 1,9 bei den 18- bis 49-Jährigen.
Seine Fernsehpremiere in Deutschland hatte der Film am 15. November 2014 auf VOX, wobei er 1,05 Millionen Zuschauer (0,51 Millionen 14- bis 49-Jährige) erreichte was einem Marktanteil von 4,5 bzw. 3,4 % entsprach.

## Rezeption
Der Film erhielt überwiegend gemischte Kritiken. Bei Metacritic erhielt der Film einen Metascore von 25/100 basierend auf neun Rezensionen, bei Rotten Tomatoes waren 52 Prozent der 25 Rezensionen positiv. TV Spielfilm urteilte der Film sei „großer irrer Trash“, Jugendbuch treffe auf Schauerroman und das „im Geiste der 50er“.
Ellen Burstyn wurde sowohl bei der Primetime-Emmy-Verleihung 2014 als auch bei den Critics’ Choice Television Awards 2014 als beste Nebendarstellerin in einem Fernsehfilm oder einer Miniserie nominiert. Eine weitere Nominierung erhielt der Filmeditor Jamie Alain bei den Canadian Cinema Editors Awards 2014.

## Fortsetzungen
Am 26. Mai 2014 erschien in den Vereinigten Staaten die Fortsetzung Petals on the Wind, wiederum basierend auf einer Romanvorlage von V.C. Andrews, Wie Blüten im Wind. In den Hauptrollen sind wieder Ellen Burstyn und Heather Graham zu sehen, während die jugendlichen Darsteller auf Grund der zehn Jahre später angesiedelten Handlung durch Rose McIver, Wyatt Nash und Bailey De Young ersetzt wurden.
Lifetime Television kündigte für 2015 zwei weitere Fortsetzungen If There Be Thorns (nach V.C. Andrews’ Roman  Dornen des Glücks) und Seeds of Yesterday (nach V.C. Andrews’ Roman Schatten der Vergangenheit) an. If There Be Thorns erlebte seine Erstausstrahlung am 5. April 2015, Seeds of Yesterday am 12. April 2015.